# Celtill (personnage)
Pour le personnage historique, voir Celtill.
Celtill est le personnage principal de la série La Tribu de Celtill, roman historique pour la jeunesse d'Évelyne Brisou-Pellen.

## Biographie de fiction
Celtill est gallo-romain car son père est romain et sa mère gauloise. Il porte le même nom que le fils de son grand-père qui était druide lui aussi. Dans son village, on raconte qu'il s'est passé des phénomènes bizarres à sa naissance ce qui laisse deviner certains pouvoirs chez lui. Il vit dans une maison romaine avec sa mère, son père, son frère et sa sœur. Son père travaille dans un atelier de chars.